# Cylindropsyllus kunzi
Cylindropsyllus kunzi is een eenoogkreeftjessoort uit de familie van de Cylindropsyllidae. De wetenschappelijke naam van de soort is voor het eerst geldig gepubliceerd in 1988 door Huys.